# Jemez Pueblo
Jemez Pueblo (in lingua Towa: Walatowa), conosciuto anche come San Diego de los Jemes,  è un census-designated place degli Stati Uniti d'America, nella  Contea di Sandoval nello stato del Nuovo Messico. Ha una popolazione di 1.953 abitanti secondo il censimento del 2000. Secondo lo United States Census Bureau ha un'area totale di 5,3 km².

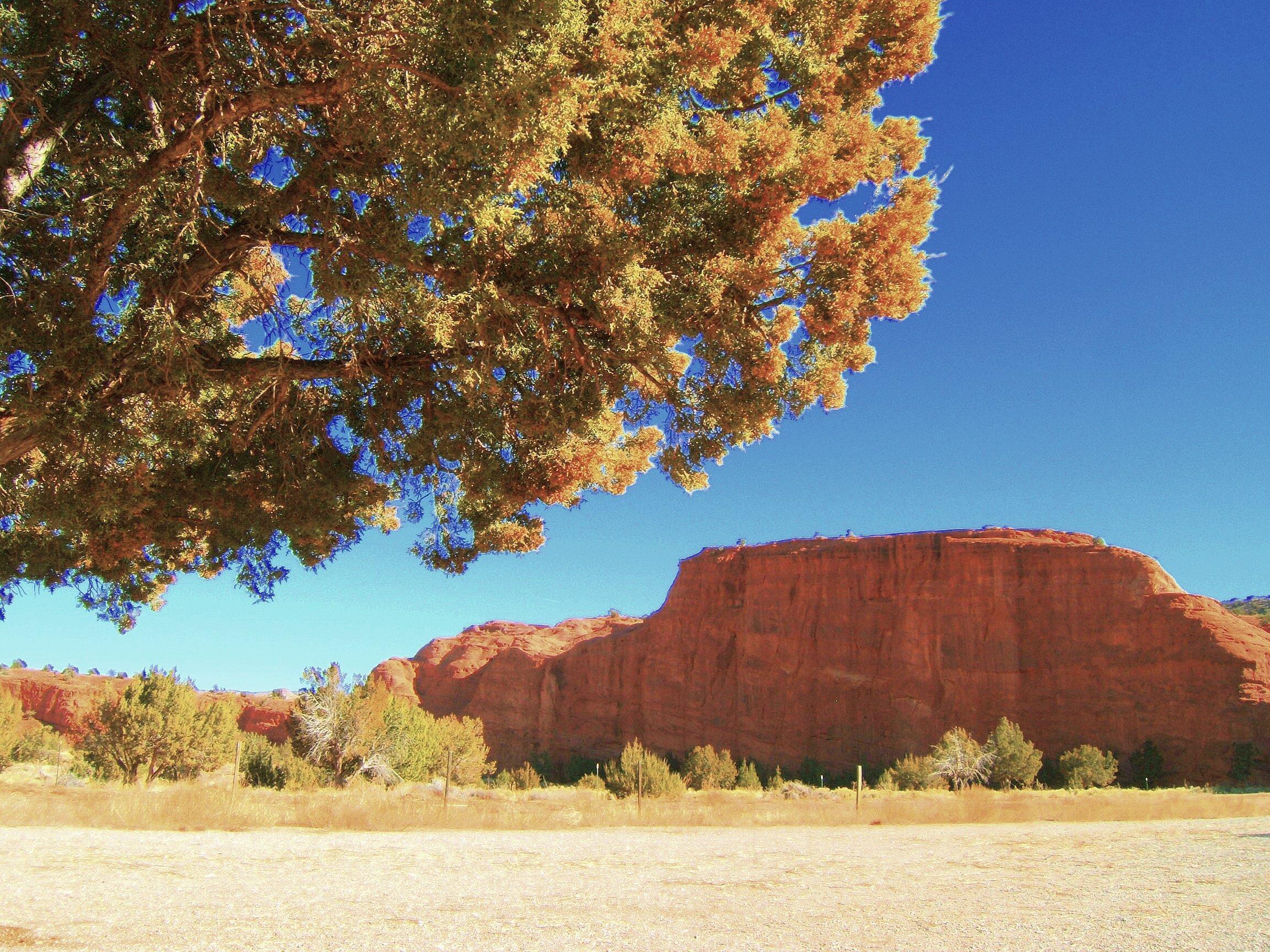
Red rocks presso Jemez Pueblo

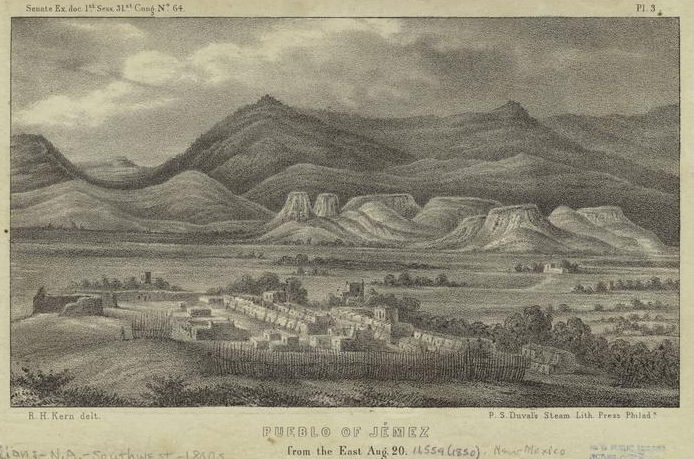
Jemez Pueblo in una litografia del 1850

## Geografia fisica
Jemez Pueblo si trova nella valle del fiume Jemez (affluente di destra del Rio Grande) a circa 60 km a nord di Albuquerque della cui Area metropolitana è parte. È attraversata dalla Strada Nazionale 4 del Nuovo Messico che collega White Rock nella Contea di Los Alamos (giunzione con la Strada Nazionale 502 del Nuovo Messico) con San Ysidro a sud (giunzione con la U.S. Highway 550).
Secondo il censimento del 2000 oltre il 99% della popolazione è costituito da nativi americani. La lingua parlata è la lingua Towa, una delle lingue della famiglia Kiowa-Tano.
Dal 1977 fa parte del National Register of Historic Places con il numero 77000926.
Intorno al villaggio si estende la riserva indiana di Jemez. La riserva misura 361,8 km² e, secondo i dati del censimento del 2000, ha 1.958 abitanti.

### Jemez Mountain Trail
Jemez Pueblo si trova sul percorso del Jemez Mountain Trail, un itinerario storico paesaggistico facente parte del National Scenic Byway. Lungo questo itinenario si incontrano anche:
- Cañon de San Diego;
- Jemez Spring;
- Jemez State Monument;
- Jemez Falls;
- Valles Caldera;
- Bandelier National Monument

## Storia
I primi riferimenti scritti alla zona di Jemez risalgono al periodo della conquista spagnola del Nuovo Messico operata da Vasquez de Coronado nel 1540-1542, Nell'autunno del 1541 Jemez Pueblo fu visitato dal Capitano Francisco de Barrionuevo, uno degli aiutanti di Coronado che questi, fermatosi nella zona di Tiguex (vicino alla attuale Bernalillo), aveva inviato nella zona a raccogliere provviste per prepararsi a trascorrere il suo secondo inverno nel Nuovo Messico. Francisco de Barrionuevo si diresse verso ovest, in quella che venne chiamata la provincia di Hemes, dove si trovavano sette pueblos, fra cui appunto Jemez Pueblo, che è l'unico sopravvissuto e l'unico in cui si parla ancora la lingua Towa.